# Kuffert fuld af mursten
Kuffert fuld af mursten er fjerde studiealbum fra den danske musiker Claus Hempler. Det blev udgivet 16. april 2019 hos selskabet Sony Music.
Albummet gør sig bemærket ved at være Hemplers første på dansk. Det modtog fine anmeldeler i flere medier, og i POV International beskrev radiovært Monica Krog-Meyer således:
"Det er vellyd fra ende til anden ..//.. Det er et lille mesterværk Claus Hempler har bedrevet med sine nye danske sange."

## Baggrund
I radioudsendelsen "Sange fra min bogreol" på Danmarks Radio fortæller han, at den danske digter Inger Christensen var en stor inspiration i tilblivelsen af albummet.
I et interview i Kristeligt Dagblad har Hempler forklaret, at han havde behov for at få bearbejdet en masse "bagage"; og her var det bare lettere at få sagt og udtryk sig på dansk:
"Der er nogle tonefald på ens eget modersmål, man kan udtrykke enormt meget med. Der kan næsten ligge et indbygget ansigtsudtryk i en linje. Et skævt smil, glimtet i øjet eller rynken i panden. Man kan sige noget, der både rummer alvorlig og tungsindig information, men samtidig har en snert af humor".
I 2020-udgaven af TV2-programmet 'Toppen af Poppen', fortalte Hempler, at det var oplevelsen med at synge på dansk i 2018-udgaven af programmet, der inspirerede ham til at indspille et album på sit modersmål. 

## Spor
1. "Navnet er Hempler" - (3:48)
2. "Op" - (4:54)
3. "Jeg Drømmer Om En Sang" - (5:11)
4. "Tung Tweed i Juli" - (4:35)
5. "Lang, Lang Dans" - (4:58)
6. "Mig Ovenpå Dig, Dig Ovenpå Mig" - (6:29)
7. "Gammel Travhest Takker Af" - (4:19)
8. "Vejen Frem" - (7:06)
9. "Humørbussen" - (4:45)